# Richard Vogt
Richard Vogt (n. 26 ianuarie 1913, Hamburg, Imperiul German – d. 13 iulie 1988, Hamburg, RFG) a fost un boxer ce a reprezentat Germania, medaliat olimpic. A participat la o ediție a Jocurilor Olimpice (1936) în care a câștigat o medalie de argint.

## Participări
Lista de mai jos prezintă principalele competiții la care a participat Richard Vogt de-a lungul carierei.
- boxing at the 1936 Summer Olympics – light heavyweight[*]